# Abraão Ben David de Posquières
 Abraão Ben David de Posquières (Provença, França —  Posquières, 27 de Novembro de 1198) foi um rabino francês. Celebre pelos seus trabalhos sobre o Talmude. Escreveu muitos comentários sobre este livro sagrado na tentativa de sua explicação.